# Deutsches Schreibmaschinenmuseum

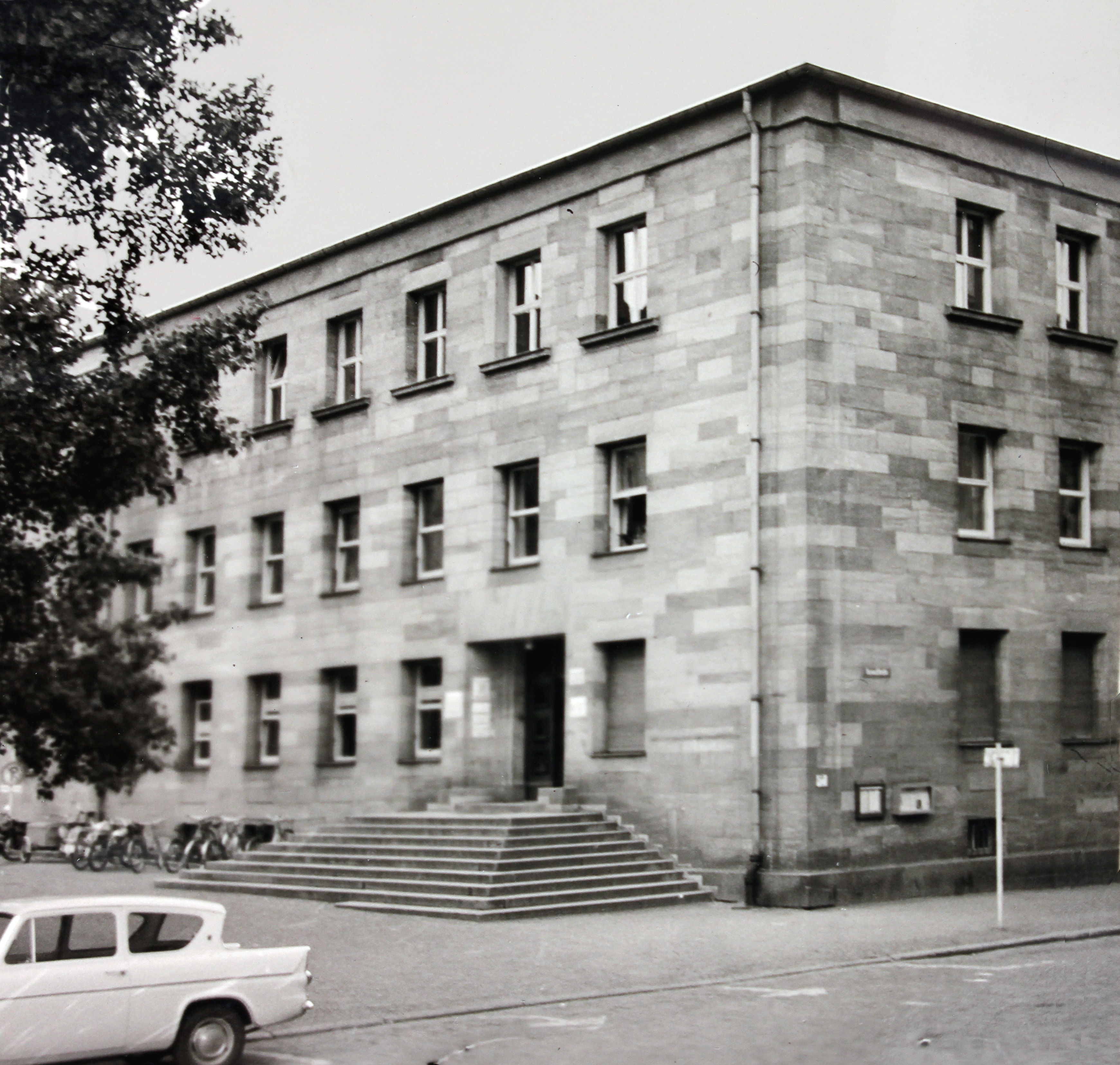
Ehemaliges Haus der Kurzschrift mit Schreibmaschinenmuseum am Luitpoldplatz (1964)

Das Deutsche Schreibmaschinenmuseum befindet sich in einem Nebengebäude des Jagdschlosses Thiergarten in Oberthiergarten im Süden von Bayreuth.
Von 1982 bis August 2022 war es in Nebengebäuden des ehemaligen Leers’schen Waisenhauses im Bayreuther Stadtteil Sankt Georgen untergebracht. Bis im September 2024 das neue Domizil auf dem Areal des Jagdschlosses Thiergarten bezogen werden konnte, wurden die Exponate zwischenzeitlich an einem geheim gehaltenen Ort zwischengelagert.
Das Museum dokumentiert die Entwicklungsgeschichte der Schreibmaschine seit ihrer Erfindung 1864 bis zur Gegenwart. Das Arsenal basiert auf einer Sammlung aus dem Jahr 1934. Betreiber des Museums ist heute die Forschungs- und Ausbildungsstätte für Kurzschrift und Textverarbeitung in Bayreuth e. V., von der das Museum ehrenamtlich betreut wird.

## Geschichte
Grundlage für das heutige Museum war die Deutsche Stenografenschaft in Kulmbach. Für die Prüfungen von Lehrern des Maschinenschreibens 1934 und 1935 begann die Institution, historische Schreibmaschinen zusammenzutragen. Auf wessen Initiative die Sammlung konkret ins Leben gerufen wurde, ist unbekannt. Die Geräte wurden damals ausschließlich für Lehrveranstaltungen genutzt.
An der Einmündung der Kanalstraße in den Luitpoldplatz in Bayreuth hatte der Bayerische Kultusminister und Gauleiter Hans Schemm als Reichswalter des Nationalsozialistischen Lehrerbunds ab September 1933 das Haus der Deutschen Erziehung errichten lassen. Pfingsten 1936 wurde direkt gegenüber das Haus der deutschen Kurzschrift eingeweiht, das von der Bevölkerung schlicht „Stenohaus“ genannt wurde. Damit zog die Deutsche Stenografenschaft nach Bayreuth und brachte die Maschinensammlung mit mutmaßlich 120 Schreib- und Rechenmaschinen mit. Auch weiterhin waren die Geräte ausschließlich Unterrichtszwecken vorbehalten. Verantwortlich war der Verlagslektor Carl Müller, der von 1956 bis 1958 Vorsitzender der Forschungs- und Ausbildungsstätte für Kurzschrift und Maschinenschreiben in Bayreuth war, der heutigen Betreiberin des Museums. Der Bayreuther Journalist und Historiker Bernd Mayer schrieb 2010, die Stadt sei im „Dritten Reich“ zu einer „Hochburg der Stenografen geworden“.
Kurz vor dem Ende des Zweiten Weltkriegs wurden die historisch wertvollsten Stücke auf der Luisenburg in Sicherheit gebracht. Amerikanische Soldaten holten die nur noch 86 Maschinen umfassende Sammlung zurück und lagerten diese in einem Abstellraum des Richard-Wagner-Festspielhauses ein. 1946 wurde die Sammlung in die neu eröffnete Handelsschule in der Friedrichstraße verlagert, ehe sie im Jahr darauf ins Stenografenhaus zurückkehrte.
Mit dem Ende des Zweiten Weltkriegs gingen viele Schreibmaschinen verloren, und das Haus einschließlich der Schreibmaschinen fiel 1945 per Gesetz an den Freistaat Bayern. Im Jahr 1947 gründete sich die Forschungs- und Ausbildungsstätte für Kurzschrift und Maschinenschreiben in Bayreuth aufs Neue. Der Freistaat übergab ihr treuhänderisch die 86 noch verbliebenen Schreibgeräte zur Pflege und Nutzung. Schenkungen und einige Ankäufe vergrößerten die Sammlung stückweise. 1965 erfolgten Verhandlungen mit dem Bayerischen Finanzministerium, und nach der Zahlung einer Ablösesumme ging die Sammlung in das Eigentum der Forschungsstätte über. Im Jahr 1968 war die Sammlung auf circa 130 Stücke angewachsen. 1974 zog das Museum aus dem inzwischen für baufällig erklärten Gebäude in die Private Wirtschaftsschule Reger um.
Der Umzug in das Leers’sche Waisenhaus erfolgte 1982. Bis dahin firmierte die Sammlung als „Museum historischer Schreibmaschinen“. 1984 wurde sie als „Deutsches Schreibmaschinenmuseum“ in einem eigenen Ausstellungsraum der Forschungsstätte für die Öffentlichkeit zugänglich gemacht. Die Exponate waren in einem eingeschossigen Holzbau im Garten des Leers’schen Waisenhauses untergebracht; im Hauptgebäude befand sich die Deutsche Bibliothek für Kurzschrift und Schreibmaschinen.
Da im Leers’schen Waisenhaus künftig das Stadtarchiv untergebracht werden soll, musste das Museum mit seinen mittlerweile 1400 Schreibmaschinen erneut umziehen. Als neuer Standort wurde ein Nebengebäude des Jagdschlosses Thiergarten im Süden Bayreuths, mit geringerer Ausstellungsfläche weit vor den Toren der Stadt gelegen, gewählt. Der entsprechende Vertrag wurde im Februar 2022 unterzeichnet; für rund 360.000 Euro sollte das Gebäude saniert werden, im September 2020 wurde eine Kostenmehrung auf 800.000 Euro erwartet. Letztlich beliefen sich die Kosten für die Instandsetzung des Gebäudes auf 1,15 Millionen Euro. Im August 2022 wurde das bisherige Domizil geräumt. Der Bezug der neuen Räume war für März oder April 2023 vorgesehen, das Archiv des Trägervereins Forschungs- und Ausbildungsstätte für Kurzschrift und Textverarbeitung sollte hingegen in das Leers’sche Waisenhaus zurückkehren.

## Exponate
Die Exponate sind Zeugen der Entwicklung der Schreibtechnik in den letzten eineinhalb Jahrhunderten, mit technischen Varianten und unterschiedlichen Entwicklungsstufen. Auf die anfänglich noch gesammelten Rechenmaschinen wurde mittlerweile verzichtet. Im Jahr 2006 betrug die Zahl der Exponate 428 Stück, für 2019 wurden Zahlen von etwa 600 Stück genannt. Im neuen Domizil sind ungefähr 250 Exponate ausgestellt, im Depot des Museums werden weitere knapp 1000 Schreibmaschinen gelagert.
Die Präsentation zur Entwicklung der mechanischen Schreibgeräte beginnt mit einer Replikat der ersten noch erhaltenen Schreibmaschine der Welt, dem ersten Schreibapparat von Peter Mitterhofer von 1864. Ein Modell aus dem Jahr 1874 von Sholes & Glidden, das schon in Serie produziert werden konnte, ist gut erhalten zu besichtigen. Weitere historische Maschinen sind beispielsweise die Modelle Bar-Lock, Mignon oder eine 1914 in Deutschland hergestellte Ultima. Elektromechanische und elektronisch gesteuerte Maschinen werden im Museum unter anderem durch die Geschichte der IBM-Schreibmaschinen repräsentiert.
Im Jahr 2006 gab es Gedanken zur Erweiterung des Museums in Richtung von Computern. Auch wenn Räume und Finanzen fehlten, wurden PCs der Anfangszeit eingelagert, um sie eines Tages eventuell auszustellen, darunter ein Commodore 8032. Doch das Museum konzentriert sich auf seine Kernkompetenz. Die Sammlung wird laufend ausgebaut, soweit es die räumlichen Verhältnisse zulassen. Platzmangel begleitet die neuere Geschichte des Museums. „Wir wissen gar nicht mehr wohin mit all den Schreibmaschinen, die uns zugetragen werden.“ (Jörg Heimler: Nordbayerischer Kurier) Die Räume des ehemaligen Waisenhauses sind nur bedingt für die Lagerung der Bestände geeignet. 2015 wünschte sich der damalige Museumsleiter Holger Woppmann Ausstellungsräume im Stadtzentrum.

## Trivia
Als innenstadtnaher neuer Standort für das Museum hätte sich ein leerstehendes Industriegebäude mit ausreichender Fläche an der Friedrich-von-Schiller-Straße angeboten. Mit der Begründung, man investiere nur in Gebäude, die der Stadt gehören, wurde diese vermutlich kostengünstigere Lösung abgelehnt.